# … und dabei liebe ich euch beide
… und dabei liebe ich euch beide ist ein von Jack White komponiertes und Jon Athan getextetes Lied aus dem Jahr 1977. Die damals zehnjährige Andrea Jürgens sang es erstmals in der ARD-Silvestergala von Am laufenden Band mit Rudi Carrell vor einem Fernsehpublikum von rund 37 Millionen Menschen und wurde damit schlagartig bekannt. Als so genannter „Problemschlager“ verarbeitet das Lied das Dilemma des Kindes, das sich auch nach der Scheidung beiden Eltern verbunden fühlt.

## Hintergrund und Entstehung

Single-Etikett von … und dabei liebe ich euch beide, 1977

Jack White entschied sich nach einigem Zögern 1977, die neunjährige Andrea Jürgens zu produzieren, die bei einem von der Zeitung WAZ organisierten Talentwettbewerb aufgefallen war, als sie sich gegen eine Konkurrenz von 30 Erwachsenen durchgesetzt hatte. Ihre Stimme verglich White in seinen 2010 erschienenen Erinnerungen mit der „einer jungen Mireille Mathieu“. Als Textdichter wählte er – in erstmaliger Zusammenarbeit – den von ihm als anspruchsvoller und weniger kommerziell als andere empfundenen Wolf Preuß, Teil des Duos Inga und Wolf, der auch unter dem Namen Jon Athan arbeitete. Dieser lieferte den Text, auf den White die Melodie komponierte.
White stellt die Situation so dar, dass man ihm vielfach – trotz einer überzeugenden Darbietung – davon abriet, eine Zehnjährige zu produzieren, da seit Heintje in Deutschland Kinderstars nicht mehr „gingen“. Er blieb jedoch bei seiner Entscheidung. Andrea Jürgens selbst erinnerte sich, dass der Produzent in der Folge von allen TV-Sendern Absagen für sie erhielt. Begeistern konnte White allerdings Rudi Carrell, der Andrea Jürgens sogar exklusiv für seine Silvestergala engagierte. In der Show am 31. Dezember 1977 wurde die szenische Inszenierung des kleinen, traurigen Mädchens im weißen Nachthemd in ihrem Kinderbett ein voller Erfolg.

## Text und Musik

### Text
Der Text nimmt die Perspektive eines Scheidungskindes ein, dessen Eltern kein gutes Verhältnis zueinander haben und das sich wünscht, dass seine Familie wiedervereint wird. In der ersten Strophe stellt das Mädchen die Frage, warum es den Vater nur alle 14 Tage sehen darf und die Mutter mehr Kontakt „nicht gerne“ sieht. Die zweite Strophe schildert die „Übergabe“-Situation vom Wochenendvater an die Mutter, bei der das Kind verzweifelt darum bittet, dass der Vater noch mit ins Haus kommt, damit man „wieder mal zu dritt sein“ könne – was wiederum der Vater ablehnt, weil „etwas zwischen“ den Eltern stehe (womit eventuell eine väterliche Untreue als Trennungsgrund angedeutet wird).
Im Refrain kulminiert die Zerrissenheit des Kindes in den Zeilen
Und dabei liebe ich euch beide,

Denn ich bin doch euer Kind.

Warum nur kann ich nicht entscheiden,

Wo ich gerne bin?
Dieser wird zum Schluss hin noch einmal gesteigert; das Lied endet mit der Frage:
Warum nur könnt ihr nicht entscheiden,

Dass wir bald wieder eine Familie sind?

### Musik
Nach einem kurzen Klavierintro setzt die Singstimme in den beiden Strophen zunächst ruhig und balladenartig erzählend ein. Die zum Refrain leitenden letzten zwei Textzeilen der einzelnen Strophen werden durch jeweils ansteigende Melodie und Lautstärke dramatisch betont, zusätzlich setzt dabei Instrumentalbegleitung und Hintergrundgesang ein. Der Refrain ist textlich und melodisch hervorgehoben (Sextaufschwung) und wird ebenfalls durch chorischen Hintergrundgesang verstärkt.
Zum Abschluss – „Warum nur könnt ihr nicht entscheiden, dass wir bald wieder eine Familie sind“ – wird das Tempo verlangsamt und die Melodie rückt final von der Grundtonart G-Dur in Es-Dur.
Das Arrangement des Schlagers stammt von Jo Plée.

## Erfolge
… und dabei liebe ich euch beide erreichte in Deutschland Rang 4 der Singlecharts und platzierte sich insgesamt zwölf Wochen in den Top 10 sowie 28 Wochen in den Charts. In Österreich erreichte die Single in vier Chartwochen mit Rang 25 seine höchste Chartnotierung. In der Schweizer Hitparade erreichte … und dabei liebe ich euch beide Rang 6 und platzierte sich neun Wochen in den Charts. Am Ende des Jahres belegte die Single Rang 11 der deutschen Single-Jahrescharts. Für Jürgens war es der erste Charterfolg in allen drei Ländern, und sie war bis 2004 die jüngste Deutsche, die je eine Top-Ten-Platzierung erreichte.
Im März 1978 trat Andrea Jürgens mit dem Lied in der ZDF-Hitparade auf, wo sie Platz 1 belegte.
| ChartsChartplatzierungen | Höchstplatzierung | Wochen |
| ------------------------ | ----------------- | ------ |
| Deutschland (GfK)        | 4 (28 Wo.)        | 28     |
| Österreich (Ö3)          | 25 (4 Wo.)        | 4      |
| Schweiz (IFPI)           | 6 (9 Wo.)         | 9      |

| ChartsJahrescharts (2011) | Platzierung |
| ------------------------- | ----------- |
| Deutschland (GfK)         | 11          |

## Coverversionen
Eine Instrumentalversion von … und dabei liebe ich euch beide auf der elektronischen Orgel wurde bereits 1978 von Franz Lambert auf seinem Album Super 40 Pop Orgel Hitparade eingespielt. Roy Etzel veröffentlichte eine Version auf seinem Album Tanz Discothek Folge 1.
Jack White vermarktete den Song später mit weiteren Künstlerinnen, die er unter Vertrag hatte: 1980 sang Sandy Powers, 1986 Audrey Landers die englischsprachige Version The Sun Shines, When Somebody Loves You. Hinzu kam 1982 eine „Reggae-Version“ mit Judy Jackson.
Eine Coverversion von Guildo Horn & die Orthopädischen Strümpfe erschien 1995 auf dem Album Sternstunden der Zärtlichkeit. Schließlich coverte die luxemburgische Sängerin Marisa Donato das Stück noch 2019 zusammen mit weiteren Andrea-Jürgens-Liedern auf ihrem Album Unsterblich.

## Kontext und Rezeption
1977 war gerade das Scheidungsrecht in Deutschland reformiert worden, so dass nicht mehr das Verschuldensprinzip, sondern das Zerrüttungsprinzip galt. Die seit Anfang der 1970er Jahre damit verbundenen Diskussionen beeinflussten auch die Populärkultur. So sangen 1974 Udo Jürgens das melancholische Geschieden und Gunter Gabriel mit seiner Tochter zusammen Hey Yvonne. … und dabei liebe ich euch beide war jedoch das erste Lied in Deutschland, in dem das Thema aus Sicht eines Kindes interpretiert wurde.
Andrea Jürgens hat auf demselben Label ein ähnliches Lied namens Könnt ihr euch denn nicht vertragen eingesungen, in dem aus Sicht eines Kindes dargestellt wird, wie die Eltern zerstritten sind und kurz vor der Scheidung stehen.
André Port le Roi kommt in Schlager lügen nicht: deutscher Schlager und Politik in ihrer Zeit zu dem Schluss, dass das Lied „den kollektiven Nerv einer Zeit“ getroffen habe.
Das Stück hat Aufnahme nicht nur in Musikfachliteratur gefunden, sondern wird auch im pädagogischen Kontext eingesetzt, untersucht und zitiert. Sebastian Peters vergleicht es 2012 mit dem fast zeitgleich erschienenen Song Pank der Nina Hagen Band, in dem eine Frau ihren Partner verlässt: „Deutlicher können die inhaltlichen Gegensätze zwischen Punk und Schlager wohl kaum dargestellt werden: Auf der einen Seite das neue Geschlechterverständnis, auf der anderen Seite ein tradiertes Familienbild“.